# 尤利烏斯·施雷克
尤利烏斯·施雷克（德語：Julius Schreck，1898年7月13日—1936年5月16日）是納粹黨早期的一位資深黨員與黨領導人阿道夫·希特勒的親密盟友。
施雷克出生於慕尼黑，曾參與第一次世界大戰，並於戰爭結束後不久加入帶有右派色彩的自由軍團。他於1920年加入納粹黨，隨即與黨領導人阿道夫·希特勒發展出親密的友誼。施雷克是準軍事組織「衝鋒隊」的創始成員之一，隨後亦廣泛參與該組織的各項活動。1925年，他成為第一任親衛隊全國領袖，後來亦短暫擔任希特勒的司機。施雷克於1936年罹患腦膜炎，最終於同年5月16日病逝。希特勒為其舉辦國葬，並有部份納粹高級官員出席。

## 早年生活
尤利烏斯·施雷克於1898年7月13日出生在德意志帝國巴伐利亞王國的首府慕尼黑，後於第一次世界大戰期間服役於德意志帝國陸軍。1918年11月戰爭結束後，施雷克加入了反共產主義的右翼自由軍團，隨後亦於1920年加入國家社會主義德國工人黨（即納粹黨），成為該黨的早期成員之一，黨員編號為53號。入黨不久後，施雷克即與納粹黨領袖阿道夫·希特勒發展出深厚的友誼。

## 衝鋒隊生涯
施雷克是納粹黨的準軍事組織「衝鋒隊」的創始成員之一，廣泛參與了該組織的擴張與發展工作。衝鋒隊的原始設立目的是為納粹黨執行維安任務或至敵對政黨的集會場合滋事、擾亂對手。黨領導人希特勒於1923年早期下令成立一支組織架構與衝鋒隊類似，但專責保護他本人的小型獨立隨扈單位。該單位獲命名為「儀仗警衛隊」（Stabswache），最初成員僅有8人，並由施雷克與衝鋒隊成員約瑟夫·柏赫托德負責指揮。此時的儀仗警衛隊仍隸屬於規模不斷壯大的衝鋒隊。為了激勵團隊意識，施雷克將儀仗警衛隊的隊徽改為精英作戰單位專用的骷髏標記。
1923年5月，儀仗警衛隊更名為「希特勒突擊隊」，職責則同樣是保護希特勒個人的人身安全。1923年11月9日，希特勒突擊隊與衝鋒隊等其他準軍事單位一同參與了在慕尼黑發動的啤酒館政變。納粹黨人期望透過政變攫取慕尼黑市政府的權力，再以慕尼黑根據地挑戰柏林中央政府的政權。然而政變行動很快便被當地警務部門鎮壓下來，最終造成16名納粹黨成員與4名警官身亡。政變過後，包含希特勒與施雷克在內的納粹黨領導人物均遭緝捕入獄，並關押於蘭茨貝格監獄。納粹黨與其附隨組織悉數遭到解散，希特勒突擊隊亦不例外。

## 親衛隊生涯
在希特勒於1924年12月20日獲釋後，納粹黨正式重組。1925年，希特勒要求施雷克組建一支名為「保衛總隊」（Schutzkommando）的新隨扈單位。希特勒希望隨扈單位成員均能由如施雷克一般對其忠心耿耿的人員組成；而包含埃米爾·莫里斯與埃爾哈德·海登在內的前希特勒突擊隊成員亦均加入了新的保衛總隊。保衛總隊於1925年4月首次出現於公眾場合；同年度時，該組織已擴張至全國規模，並於不久後更名為「突擊衛隊」（Sturmstaffel），最終於1925年11月9日定名為「親衛隊」（Schutzstaffel）。施雷克成為親衛隊第五位成員，隨後獲希特勒任命出任親衛隊全國領袖一職，負責管理親衛隊。值得注意的是，施雷克在任內從未以「親衛隊全國領袖」的頭銜自稱；當時的正式頭銜為「親衛隊總監」。
1926年，施雷克卸下親衛隊總監一職，改由約瑟夫·柏赫托德接任。柏赫托德上任後即將頭銜改為「全國領袖」。儘管如此，施雷克仍是親衛隊相當重要的成員之一，並在埃米爾·莫里斯於1927年離任後擔任希特勒的個人司機至1934年為止。1930年，親衛隊在海因里希·希姆萊的領導下逐漸壯大；施雷克亦於此時獲授親衛隊旗隊領袖的官銜，但實際掌握的權力並不大。此後他仍繼續服侍於希特勒左右，兩人的關係亦相當良好。

## 逝世
1936年，施雷克罹患腦膜炎，並於同年5月16日在慕尼黑逝世。施雷克在納粹黨中十分受到歡迎，希特勒亦因他的死而深受打擊；他的最終親衛隊官銜為親衛隊上級領袖。施雷克獲得納粹德國國葬禮遇，希特勒亦在其葬禮上朗誦祝禱文。包含赫爾曼·戈林、約瑟夫·戈培爾、魯道夫·赫斯、約阿希姆·馮·里賓特洛甫、康斯坦丁·馮·諾伊拉特、埃米爾·莫里斯、漢斯·包爾、海因里希·霍夫曼 (摄影师)與巴爾杜爾·馮·席拉赫在內的納粹黨高級官員均出席了施雷克的葬禮。與其他逝世的納粹黨成員一樣，施雷克墓碑上的納粹符號於第二次世界大戰結束後遭到磨去，現存的施雷克墓碑亦無墓誌銘。

### 引用
1. ↑  Hamilton 1984，第172, 173頁.
2. 1 2 3 4 5  Hamilton 1984，第172頁.
3. ↑  McNab 2009，第14, 16頁.
4. ↑  McNab 2009，第14頁.
5. 1 2  McNab 2009，第16頁.
6. ↑  Weale 2010，第16頁.
7. ↑  Wegner 1990，第62頁.
8. ↑  Weale 2010，第26頁.
9. ↑  Weale 2010，第16, 26頁.
10. ↑  McNab 2009，第10, 11頁.
11. ↑  Weale 2010，第26, 27, 29頁.
12. ↑  McNab 2009，第16, 17頁.
13. ↑  Weale 2010，第30頁.
14. 1 2 3 4  Hamilton 1984，第173頁.
15. 1 2 3  Schreck, Julius 2015.

### 圖書
- Hamilton, Charles. . R. James Bender Publishing. 1984. ISBN 0-912138-27-0.
- McNab, Chris. . Amber Books Ltd. 2009. ISBN 978-1-906626-49-5.
- Weale, Adrian. . London: Little, Brown. 2010. ISBN 978-1408703045.
- Wegner, Bernd. . Blackwell. 1990. ISBN 0-631-14073-5.

### 線上資源
- . World War II Gravestones.   [23 May 2015]. （原始内容存档于2017-05-03）.

| 政府职务        | 政府职务                       | 政府职务               |
| --------------- | ------------------------------ | ---------------------- |
| 前任： 新設職務 | 親衛隊全國領袖 1925年 – 1926年 | 繼任： 約瑟夫·柏赫托德 |